# Ámbar (color)
El ámbar (del árabe hispánico ‘ánbar, y este del árabe clásico ‘anbar), también llamado amarillo ámbar o electro, es un color amarillo anaranjado medio, de saturación moderada, traslúcido, basado en el aspecto más habitual de la resina fósil llamada ámbar.
A la derecha se presenta dos muestras, una es referente del color de la luz ámbar, seguida de un ámbar normalizado, de uso pictórico. 
Ocasionalmente, la resina fósil a la que llamamos ámbar no tiene la coloración amarilla anaranjada que se considera típica, pudiendo ser roja, negra, transparente o, menos frecuentemente, blanca o azul. Esto ha dado lugar a la existencia de colores como el rojo ámbar y el gris ámbar, poco utilizados en comparación con el amarillo ámbar.

## Usos

### Luces reglamentarias para automotores

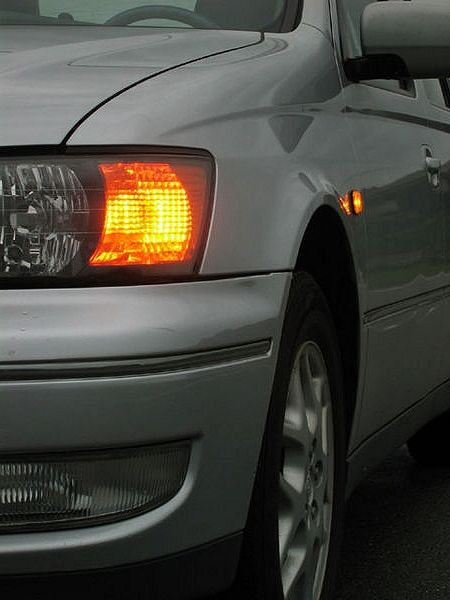
Foco intermitente lateral de un coche emitiendo luz de color ámbar

Uno de los colores definidos técnicamente para las luces intermitentes reglamentarias de los automóviles se denomina ámbar, de acuerdo con las normas ECE y SAE.
ECE es un estándar europeo, elaborado por una comisión de las Naciones Unidas (la UNECE), que establece los valores colorimétricos reglamentarios de las luces vehiculares; SAE es un estándar que rige en América del Norte, desarrollado por la organización SAE International. Ambas normativas designan a un área del espacio de color CIE 1931 que abarca tonalidades amarillo naranjas, como «ámbar».
Inicialmente la definición de ámbar del ECE era más restrictiva que la del SAE, pero actualmente coinciden, aunque el SAE llama al color yellow amber (‘ámbar amarillo’) y el ECE prefiere el término «ámbar» a secas.
Actualmente la UNECE define así al color ámbar de las luces vehiculares:
| Límite hacia el verde  | {\displaystyle y=x-0,120}      |
| Límite hacia el rojo   | {\displaystyle y=0,390}        |
| Límite hacia el blanco | {\displaystyle y=0,790-0,670x} |

Con los siguientes puntos de intersección:
|   | x     | y     |
| 1 | 0,545 | 0,425 |
| 2 | 0,560 | 0,440 |
| 3 | 0,609 | 0,390 |
| 4 | 0,597 | 0,390 |

De acuerdo con estas definiciones, el ámbar se encuentra fuera de la gama de colores del espacio de color sRGB, que es el que utilizan los monitores de ordenador. A fin de dar una muestra lo más aproximada posible de este color, se ha tomado el baricentro de la definición estándar y se lo ha desplazado hacia el punto blanco D65, hasta hacerlo coincidir con el punto más próximo del diagrama cromático sRGB. El resultado es el color que se ve debajo.
|            | Ámbar (ECE/SAE)     |
| HTML       | #FF7E00             |
| CMYK       | 0, 50, 100, 0       |
| RGB        | (255, 126, 0)       |
| HSV        | (30°, 100 %, 100 %) |
| Referencia | UNECE               |

### Gastronomía
Algunas bebidas pueden tener color ámbar, caso del zumo de manzana, las bebidas refrescantes con sabor a manzana (efecto logrado gracias al color caramelo) —salvo en Colombia donde son de color rosado—, la sidra y algunos tipos de cerveza.

### Religión
El color ámbar está asociado con el zoroastrismo debido a sus rituales de adoración del fuego en los templos de fuego.[cita requerida] El zoroastrismo considera que el fuego es una representación de la energía espiritual de Dios (Ahura Mazda).

### Deportes
La indumentaria de los equipos de fútbol ingleses Hull City AFC, Bradford City AFC, Barnet FC y Cambridge United FC es de color ámbar, así como la del equipo de fútbol escocés Motherwell y la de muchos otros equipos del mundo.

## Ejemplos de coloraciones ambarinas
| Nombre                | Muestra | Cod. Hex. | RGB | RGB | RGB | HSV | HSV  | HSV  |
| --------------------- | ------- | --------- | --- | --- | --- | --- | ---- | ---- |
| Ámbar (específico)    |         | #FFBF00   | 255 | 191 | 0   | 45° | 100% | 100% |
| Amarillo Hansa oscuro |         | #FCC300   | 247 | 159 | 0   | 39° | 100% | 97%  |
| Amarillo naranja      |         | #F79F00   | 252 | 195 | 0   | 46° | 100% | 99%  |
| Amarillo selectivo    |         | #FFBA00   | 255 | 186 | 0   | 44° | 100% | 100% |
| Llama                 |         | #F98F1D   | 249 | 143 | 29  | 31° | 88%  | 98%  |
| Oro                   |         | #E7AE18   | 231 | 174 | 24  | 43° | 90%  | 91%  |
| Zanahoria             |         | #ED9121   | 237 | 145 | 33  | 33° | 86%  | 93%  |

## Galería

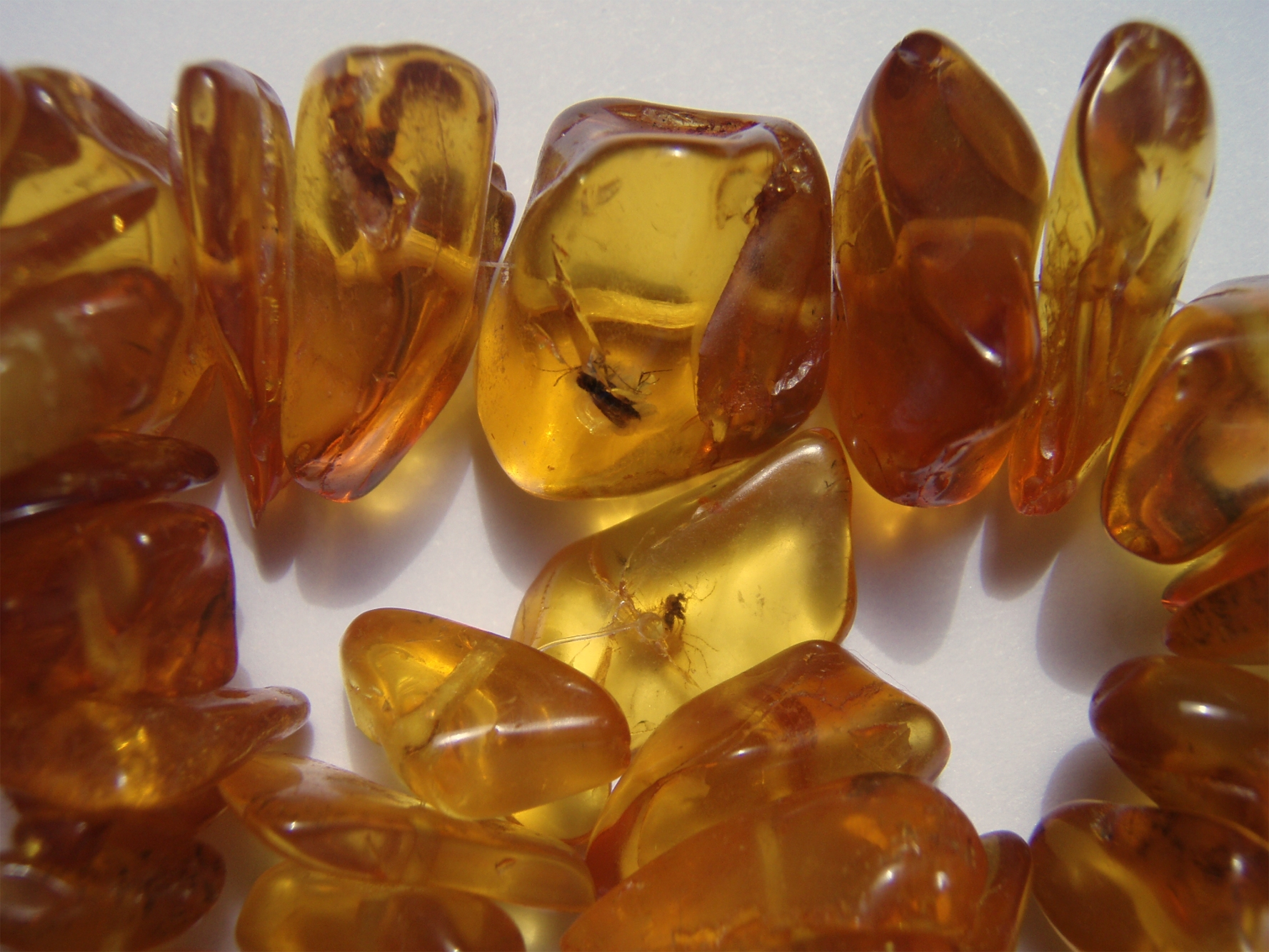
Collar hecho con trozos de ámbar báltico
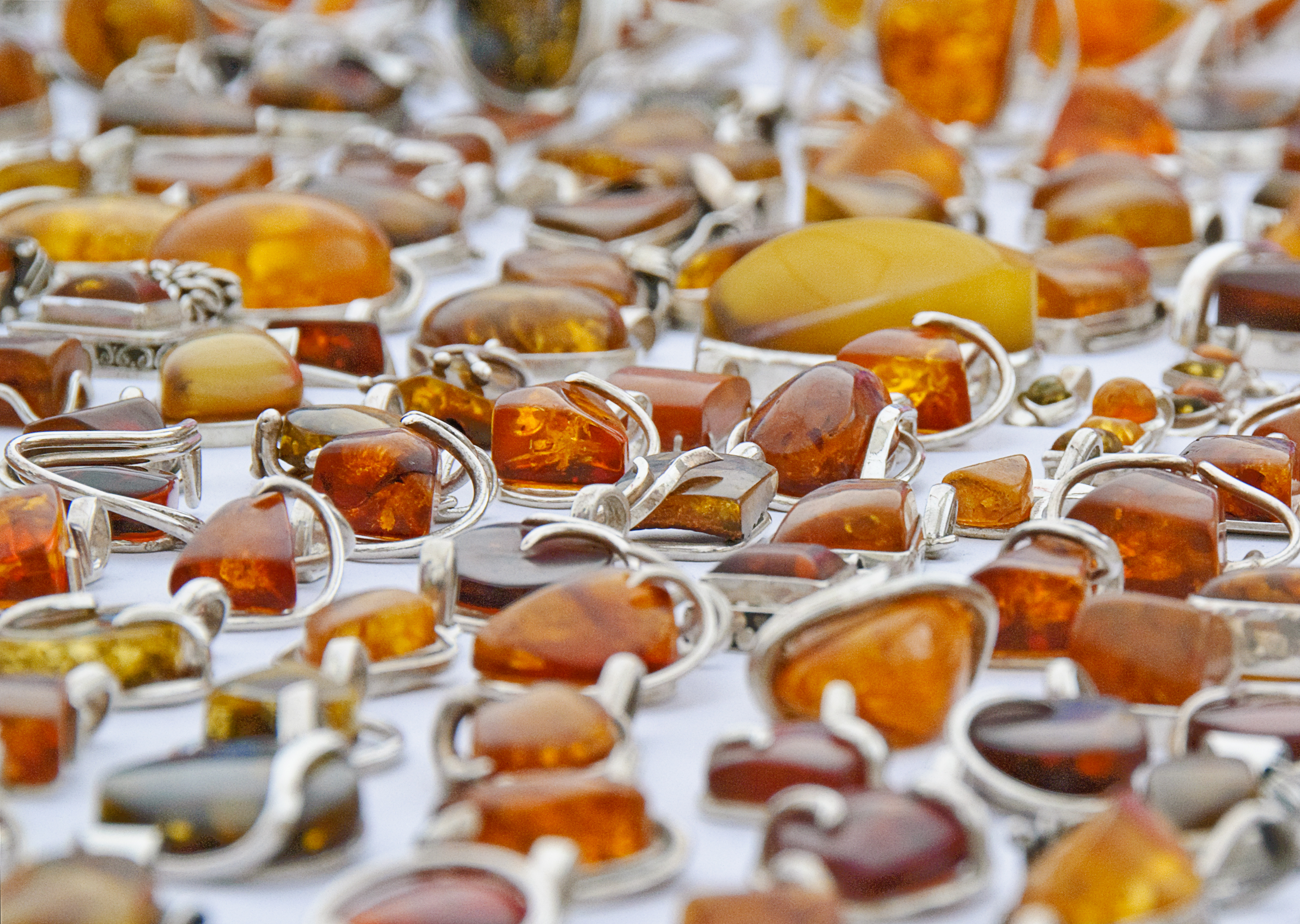
Variedad de ámbar
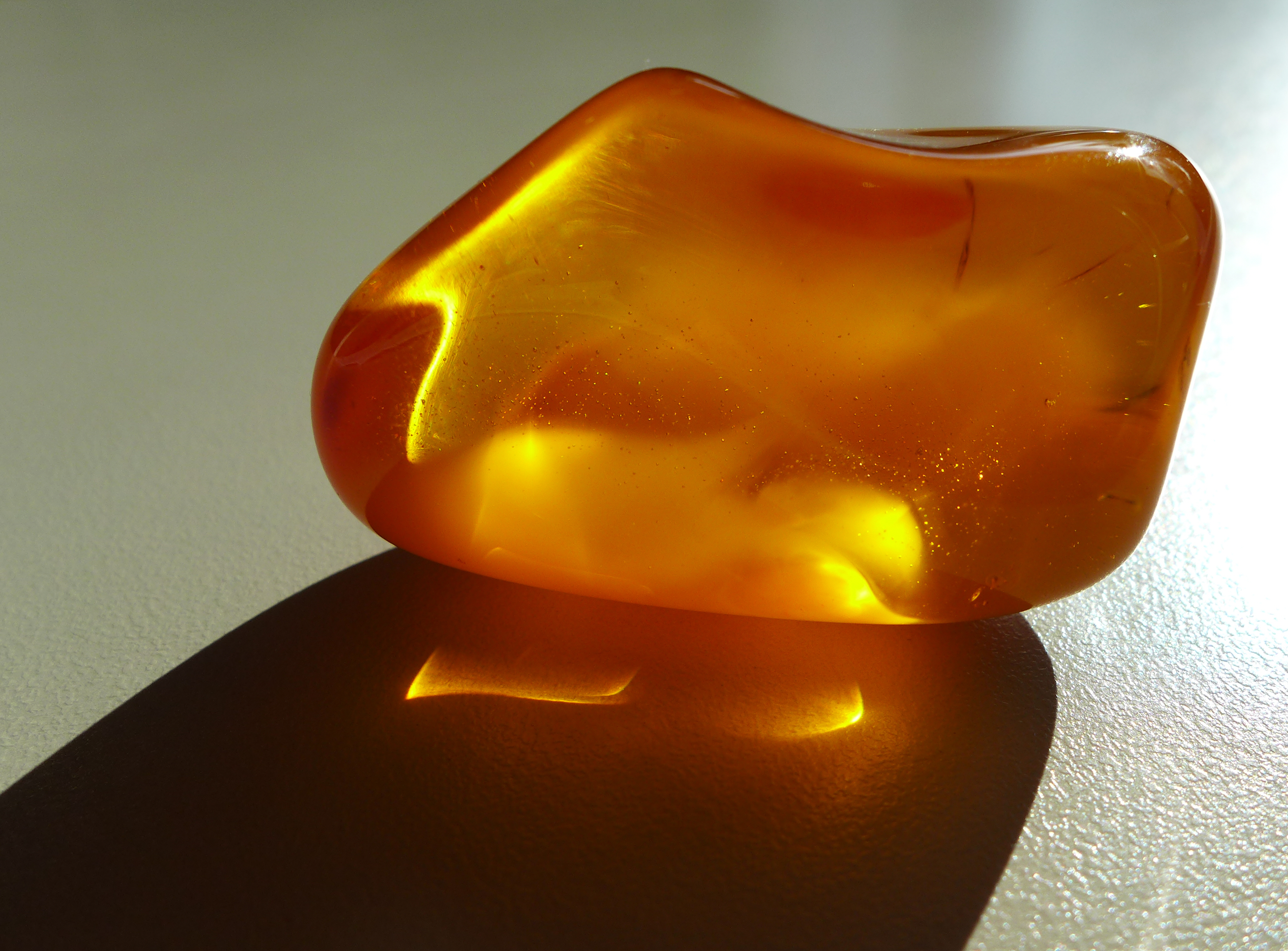
Ámbar
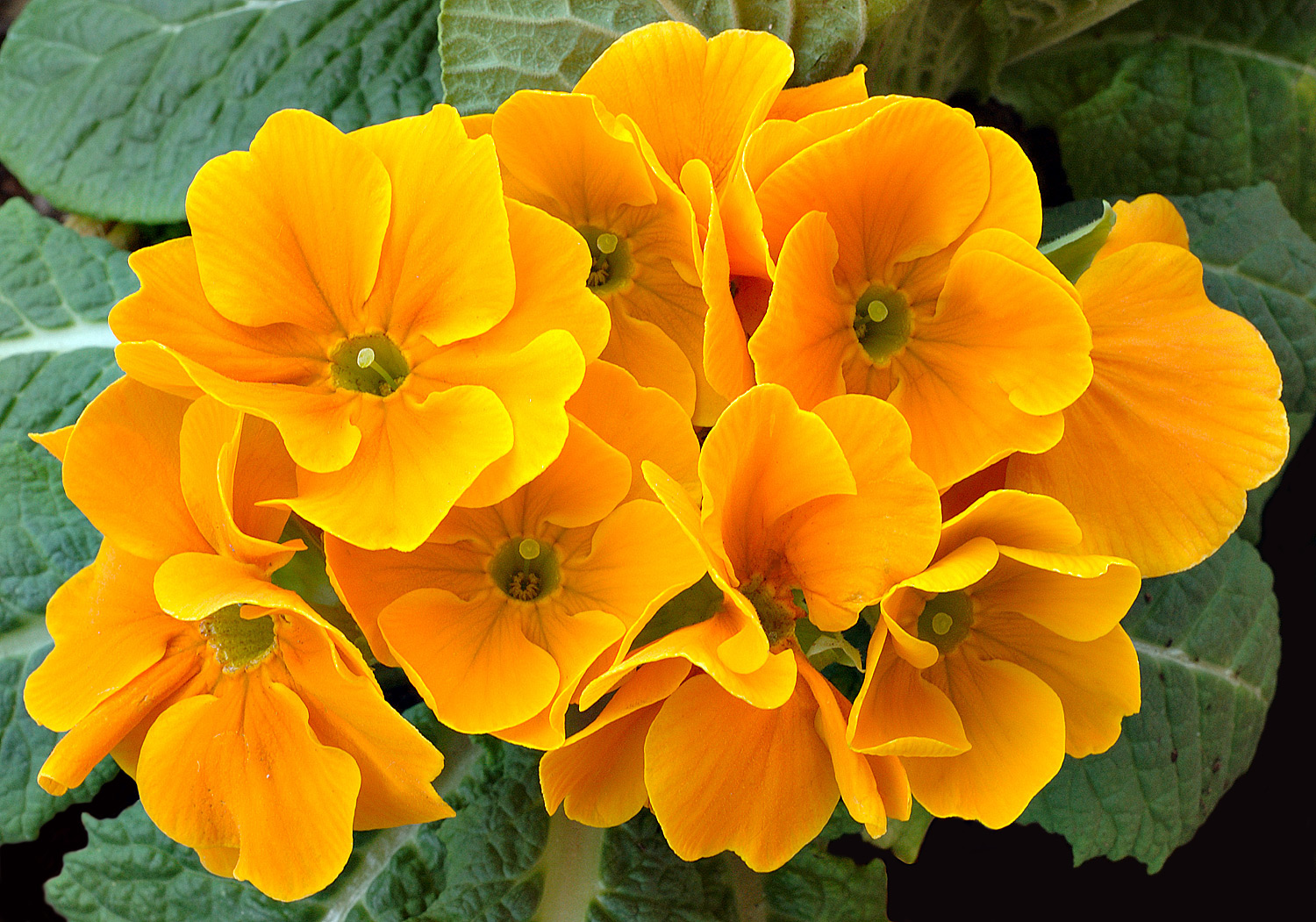
Primaveras de color ámbar
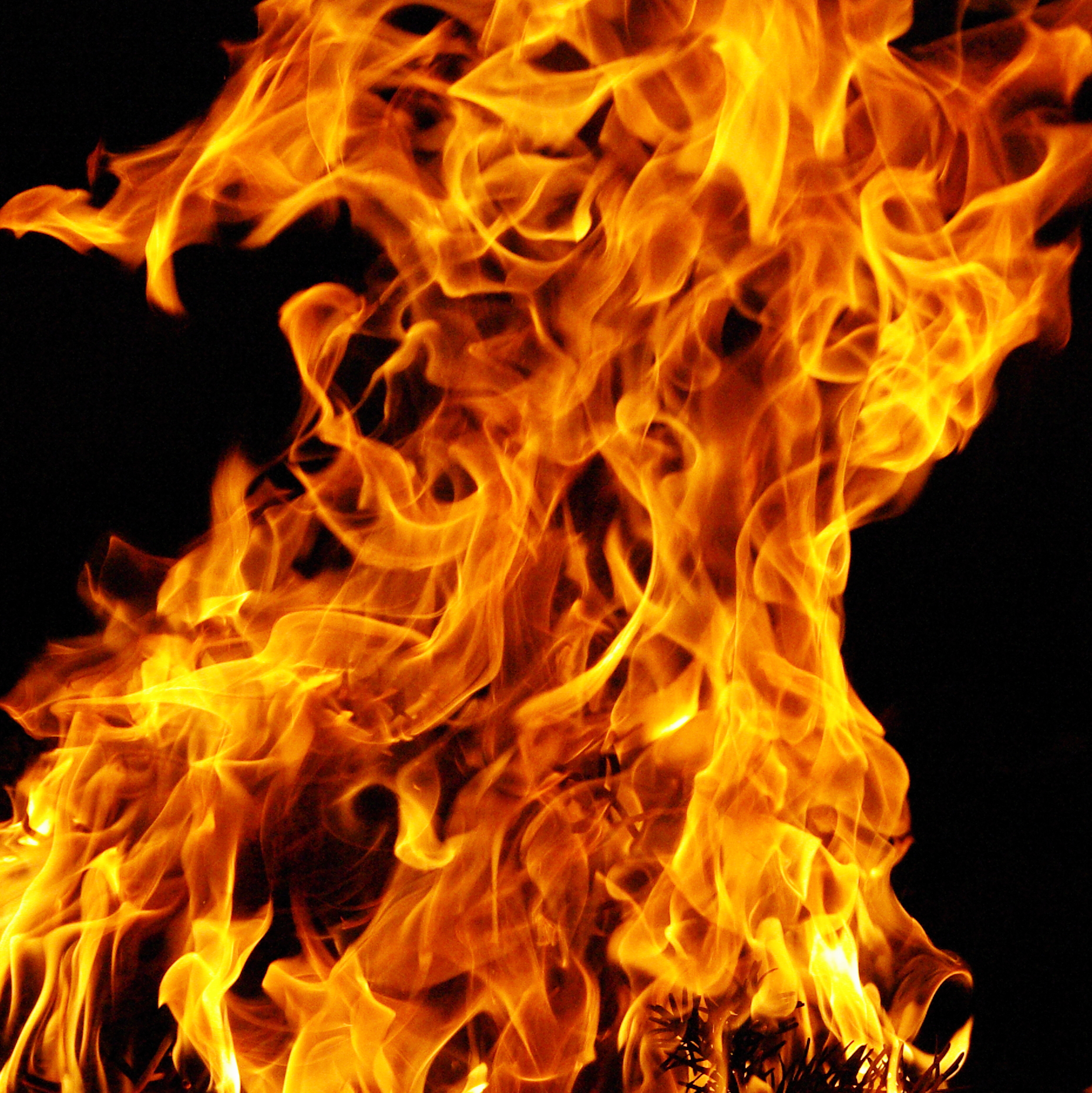
Color del fuego
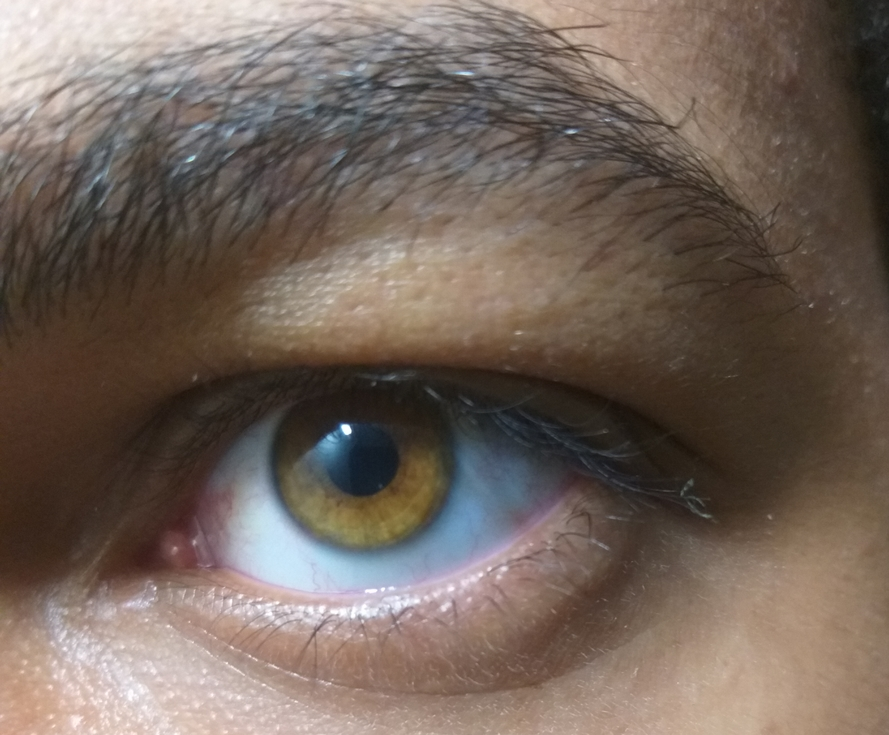
Ojos ámbar
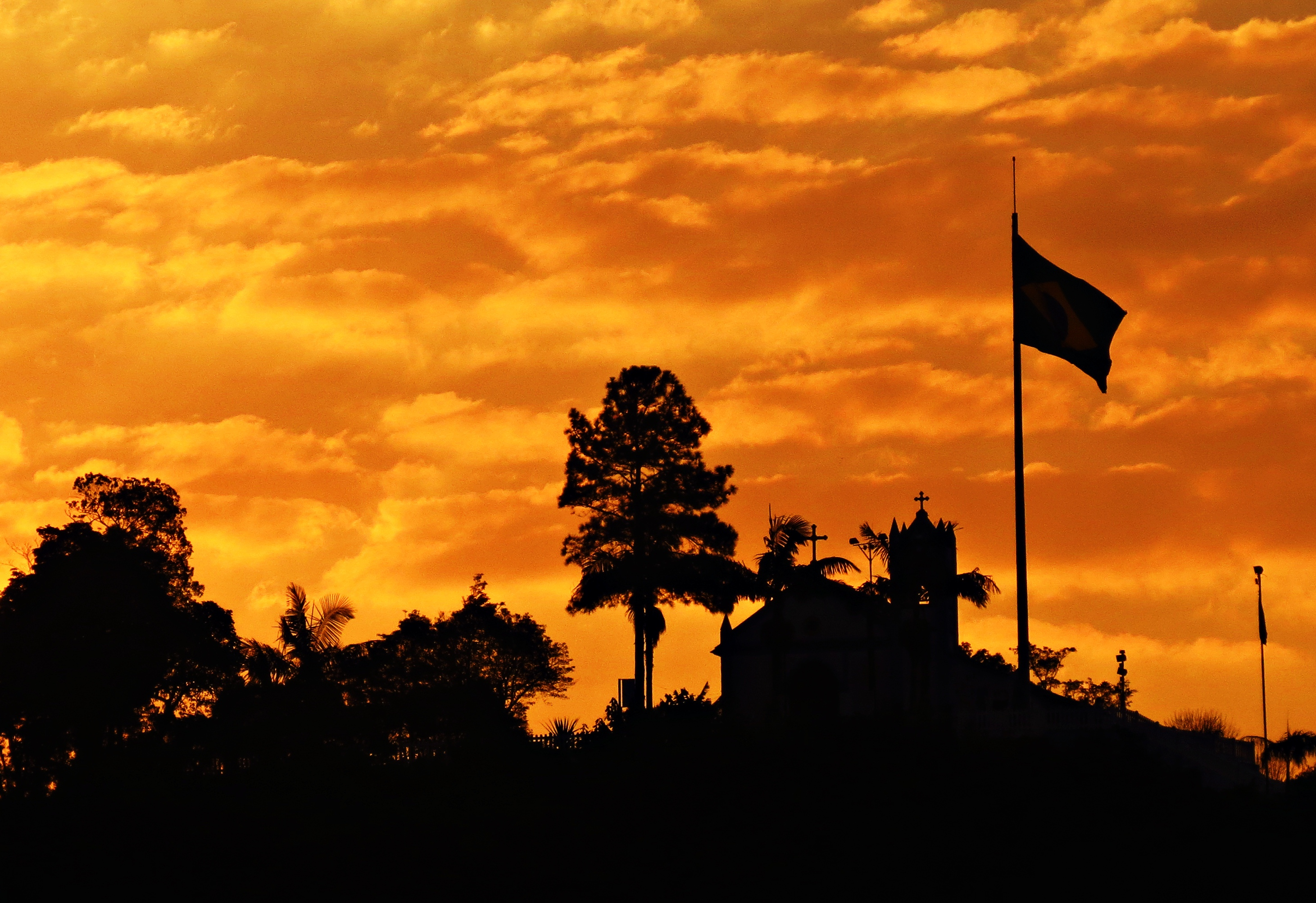
Ocaso brasileño
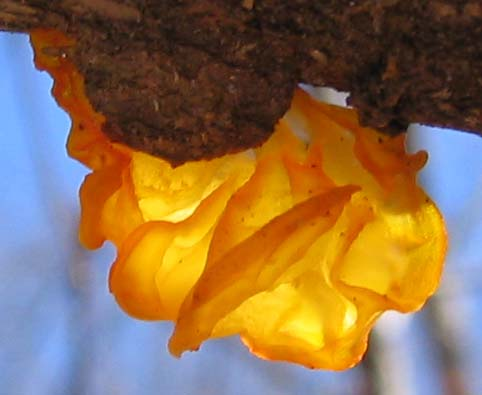
Hongo
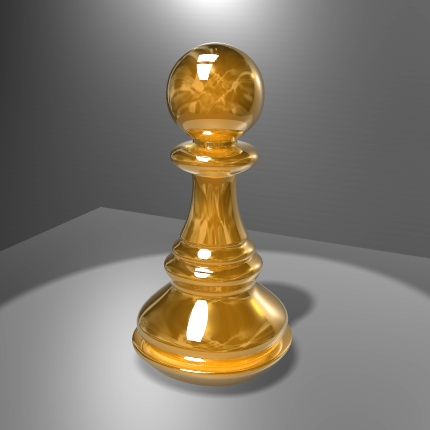
Pieza de ajedrez
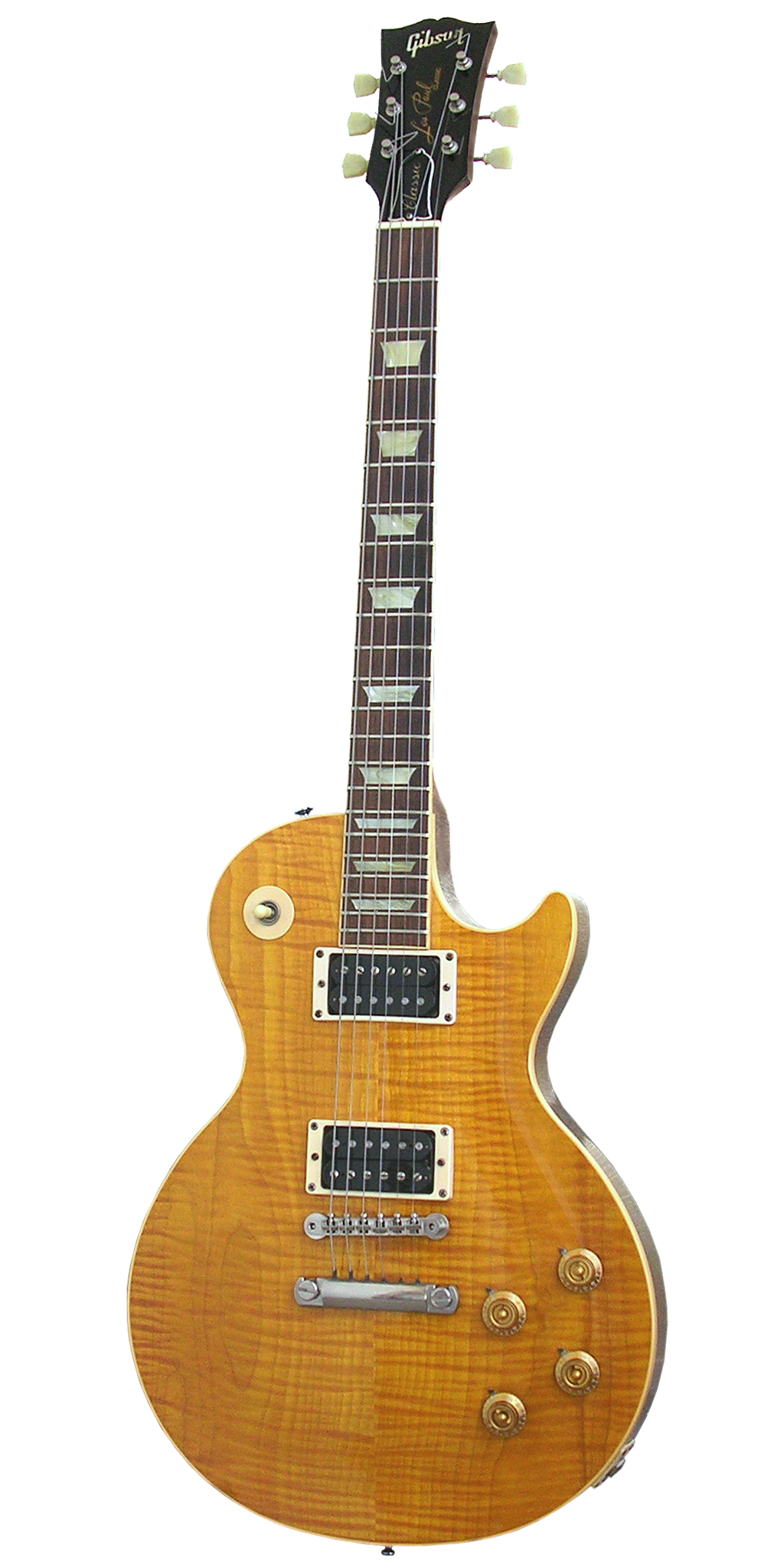